# Delta Dawn
Delta Dawn è un brano musicale scritto dai musicisti statunitensi Larry Collins (ex membro bambino del gruppo rockabilly The Collins Kids) e Alex Harvey.

## Versioni
- La cantante e attrice Bette Midler ha inciso il brano per il suo album d'esordio The Divine Miss M, uscito nel 1972.
- La cantante di musica country statunitense Tanya Tucker ha pubblicato il brano nel 1972, con la produzione di Billy Sherrill, quale singolo estratto dall'album omonimo.
- La cantante statunitense-australiana Helen Reddy ha pubblicato il brano nel 1973 come estratto dall'album Helen Reddy, con la produzione di Tom Catalano.
- Waylon Jennings ha pubblicato il brano nel suo album del 1972 Ladies Love Outlaws.
- Loretta Lynn ha inciso la sua versione nel suo ventunesimo album Here I Am Again, uscito nel 1972.
- Il supergruppo punk Me First and the Gimme Gimmes ha pubblicato la canzone nell'album dal vivo Ruin Jonny's Bar Mitzvah, uscito nel 2004.

## Tracce

### Versione di Tanya Tucker
- 7"

1. Delta Dawn
2. I Love the Way He Loves Me

### Versione di Helen Reddy
- 7"

1. Delta Dawn
2. If We Could Still be Friends

## Classifiche

### Versione di Tanya Tucker
| Classifica (1972) | Posizione raggiunta |
| ----------------- | ------------------- |
| Stati Uniti       | 72                  |

### Versione di Helen Reddy
| Classifica (1973) | Posizione raggiunta |
| ----------------- | ------------------- |
| Stati Uniti       | 1                   |